# Instituto del Divino Amor
El Instituto del Divino Amor (oficialmente en italiano: Istituto Divino Amore) es una congregación religiosa católica femenina, de vida apostólica y de derecho pontificio, fundada por el cardenal italiano Marco Antonio Barbarigo, en Montefiascone, el 13 de septiembre de 1705. A las religiosas de este instituto se las conoce como hermanas del Divino Amor o hermanas agustinas del Divino Amor y posponen a sus nombres la siglas I.D.A.

## Historia

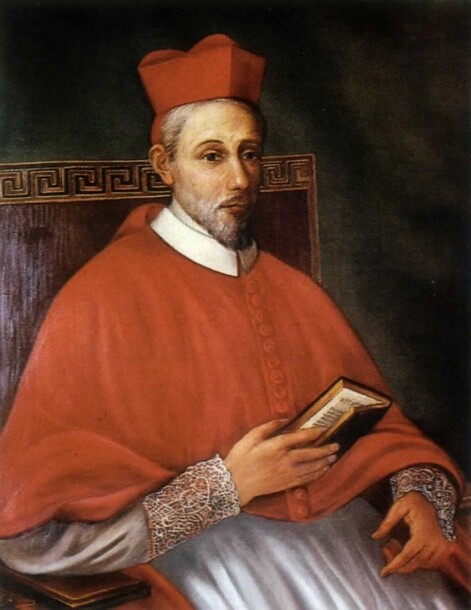
Cardenal Marco Antonio Barbarigo (1640-1706), fundador del instituto.

El cardenal italiano Marco Antonio Barbarigo, siendo obispo de Montefiascone, con la ayuda de Caterina Comaschi y otras cuatro jóvenes, dio inicio al Instituto del Divino Amor, con el fin de ofrecer protección a las niñas y mujeres desamparadas, el 13 de septiembre de 1705. Ese mismo día, Comaschi fue nombrada como la primera superiora general. A la muerte del fundador, la superiora pidió y obtuvo, el 31 de diciembre de 1721, de la Santa Sede el permiso para convertir el convento en un monasterio de clausura, bajo la Regla de san Agustín.
Durante la invasión napoleónica, en 1810, el instituto fue suprimido y las monjas dispersadas, hasta que en 1816 pudieron regresar a su monasterio. Todavía, algunas de las religiosas no volvieron a Montefiascone, sino que fundaron otros monasterios en Italia, con las mismas características de la casa de donde salieron. Quizá el más significativo de estos nuevos monasterios fue el de Roma, fundado por Rosalía de las Cinco Llagas, el 8 de marzo de 1828. Con el tiempo estos monasterios fueron abandonando gradualmente la clausura, hasta que el 17 de enero de 1917 se convirtieron en una congregación religiosa de vida apostólica, regresando a los ideales del fundador.
La congregación fue agregada a la Orden de San Agustín el 7 de agosto de 1906. El papa Benedicto XV elevó el instituto a congregación religiosa de derecho pontificio, mediante decretum laudis, del 10 de abril de 1918.

## Organización
El Instituto del Divino Amor es una congregación religiosa de derecho pontificio, internacional y centralizada, cuyo gobierno es ejercido por una superiora general. La sede central se encuentra en Roma (Italia).
Las agustinas del Divino Amor se dedican a la educación e instrucción cristiana de la juventud. En 2015, el instituto contaba con 109 religiosas y 18 comunidades, presentes en Filipinas, Grecia, Italia y Perú.